# Jayson Warner Smith
Jayson Warner Smith (Atlanta) is een Amerikaanse acteur.

## Biografie
Smith begon op negenjarige leeftijd met acteren in het theater. Hij doorliep de high school aan de South Cobb High School in Austell, en studeerde daarna af aan de Georgia State University in Atlanta. Naast het acteren is Smith ook actief als acteerleraar aan de Robert Mello Studio in Atlanta.
Smith begon in 1991 met acteren in de korte film Last Breeze of Summer, waarna hij nog meerdere rollen speelde in films en televisieseries.

## Filmografie

### Films
Uitgezonderd korte films.
- 2024 Pulp Modern: Die Laughing - als Mitch Forsyth
- 2024 Half Baked: Totally High - als rechercheur Brown
- 2023 You're Killing Me - als Joel Murphy
- 2022 Emancipation - als John Lyons
- 2022 Where the Crawdads Sing - als Deputy Joe Purdue
- 2020 The Evening Hour - als Joe Tullers
- 2019 Only - als Arthur
- 2019 Reckoning - als Wade Runion
- 2018 Billionaire Boys Club - als onderzoeker
- 2018 St. Agatha - als vader van Mary
- 2017 Thank You for Your Service - als VA receptionist
- 2017 American Made - als Bill Cooper
- 2016 Beacon Point - als Hunter
- 2016 The Devil and the Deep Blue Sea - als oom
- 2016 The Birth of a Nation - als Earl Fowler
- 2016 Christine - als Mitch
- 2015 I Saw the Light - als Hank Snow
- 2015 Mississippi Grind - als Clifford
- 2014 Heavy Water - als Mickey
- 2014 99 Homes - als Jeff
- 2013 42 - als aanwezige op gasstation
- 2011 Footloose - als agent Herb
- 2010 Lottery Ticket - als Maitre d'
- 2009 The Joneses - als Maitre d'
- 2009 The People v. Leo Frank - als William Smith / verteller
- 2009 The Way of War - als Seven
- 2006 Fatwa - als leraar
- 2001 Losing Grace - als EMT

### Televisieseries
Uitgezonderd eenmalige gastrollen.
- 2024 Fight Night: The Million Dollar Heist - als politiechef Herbert Jenkins - 8 afl.
- 2018 Queen America - als mr. Cole - 3 afl.
- 2016-2018 The Walking Dead - als Gavin - 8 afl.
- 2014 The Vampire Diaries - als Dean - 2 afl.
- 2013-2014 Rectify - als Wendall Jelks - 8 afl.
- 2012 Let's Stay Together - als Johnny Geter - 2 afl.